# Walter Jens

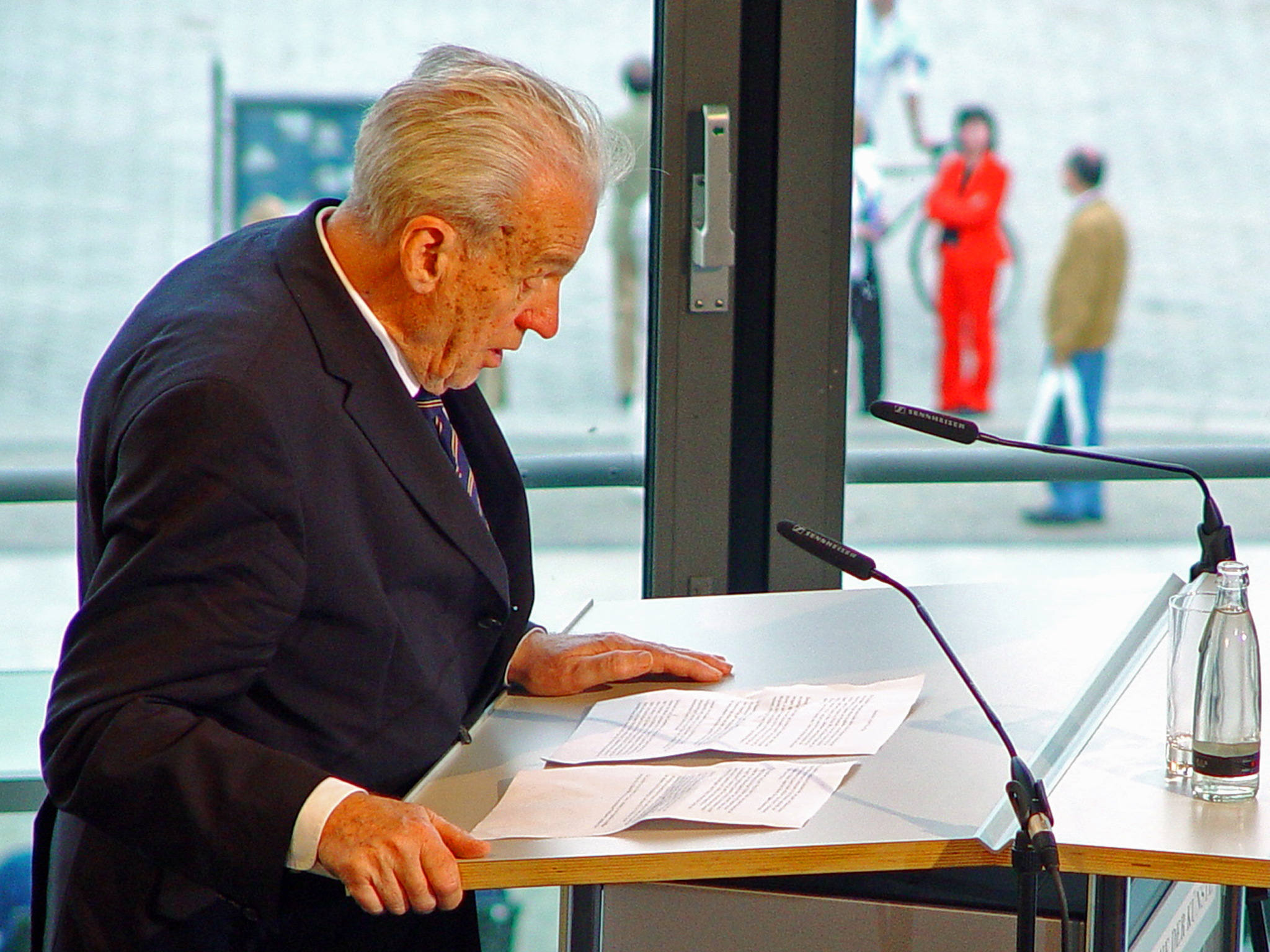
Jens bei einer Rede vor der Akademie der Künste (2005)

Walter Jens (* 8. März 1923 in Hamburg; † 9. Juni 2013 in Tübingen) war ein deutscher Altphilologe, Literaturhistoriker, Schriftsteller, Kritiker und Übersetzer. Er war Ordinarius für Rhetorik an der Eberhard Karls Universität Tübingen (1963–1988), Präsident des PEN-Zentrums Deutschland (1976–1982 und 1988–1989) und Präsident der Akademie der Künste zu Berlin (1989–1997).

## Leben

### Kindheit und Studium

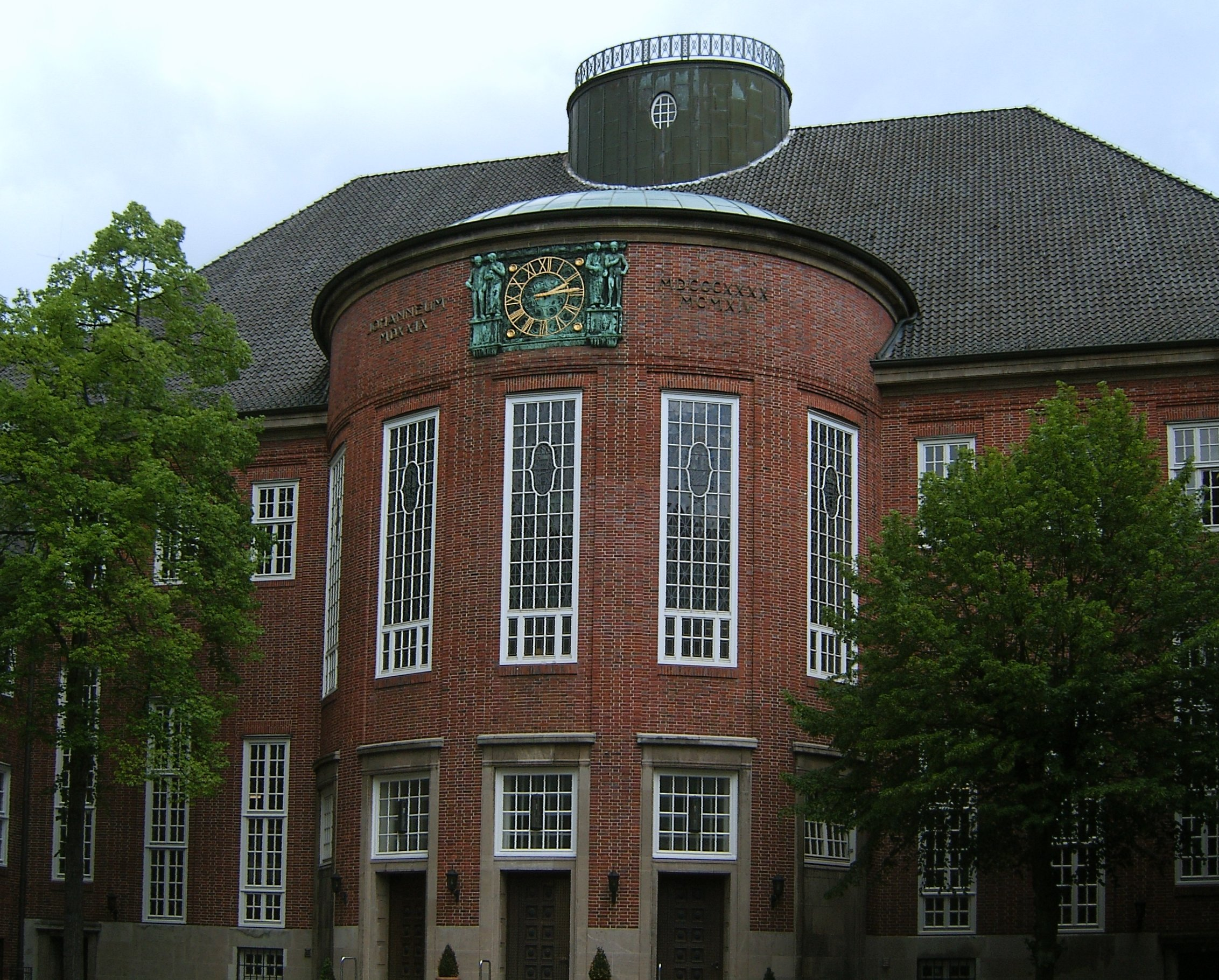
Gelehrtenschule des Johanneums in Hamburg (2006)

Walter Jens war der Sohn eines Bankdirektors und einer Lehrerin. Ab 1929 besuchte er die koedukative Grundschule Breitenfelder Straße 35 in Hamburg-Eppendorf, die Hälfte seiner Mitschüler war jüdischen Glaubens. Von 1933 bis zum Abitur 1941 war er Schüler der Hamburger Gelehrtenschule des Johanneums, dort freundete er sich mit Ralph Giordano an. Von 1941 bis 1945 studierte Jens Germanistik und Klassische Philologie – zunächst in seiner Heimatstadt Hamburg, ab April 1943 in Freiburg im Breisgau. Zu seinen akademischen Lehrern zählten Bruno Snell und Martin Heidegger. Wegen seines schweren Asthmaleidens wurde er nicht zum Kriegsdienst in der Wehrmacht eingezogen. In der Zeit des Nationalsozialismus war Jens Mitglied der Hitlerjugend und von Kameradschaften des NS-Studentenbundes. In Hamburg war er Teil der Kameradschaft Hermann von Wissmann, in Freiburg der Kameradschaft Friedrich Ludwig Jahn. Am 20. November 1942 beantragte er die Aufnahme in die NSDAP und wurde rückwirkend zum 1. September desselben Jahres aufgenommen (Mitgliedsnummer 9.265.911).
Er war seit seiner Jugend vom Fußball begeistert. Er besuchte Spiele des Eimsbütteler TV, eines Hamburger Stadtteilklubs. Später war er Torwart in einer Freiburger Studentenmannschaft.

„Was sollte denn schon aus einem Asthmatiker werden, der ein volles Viertel seiner Schulzeit in Sanatorien zubringen mußte (und es mit Freuden tat: Kindersanatorium Schwester-Frieda-Klimsch-Stiftung, Königsfeld im badischen Schwarzwald – ein Refugium, wo ich geborgen war)? Wie hätte einer bestehen können, der verloren war für die heroische Zeit, weil er Bronchovydrin und Alludrin in hohen Dosen brauchte, um überhaupt existieren zu können – und der zugleich doch seiner Krankheit dankbar war, weil sie ihn vorm Marschieren bewahrte und er zeitlebens nie eine Waffe in die Hand nehmen mußte?“

### Assistent und Gruppe 47

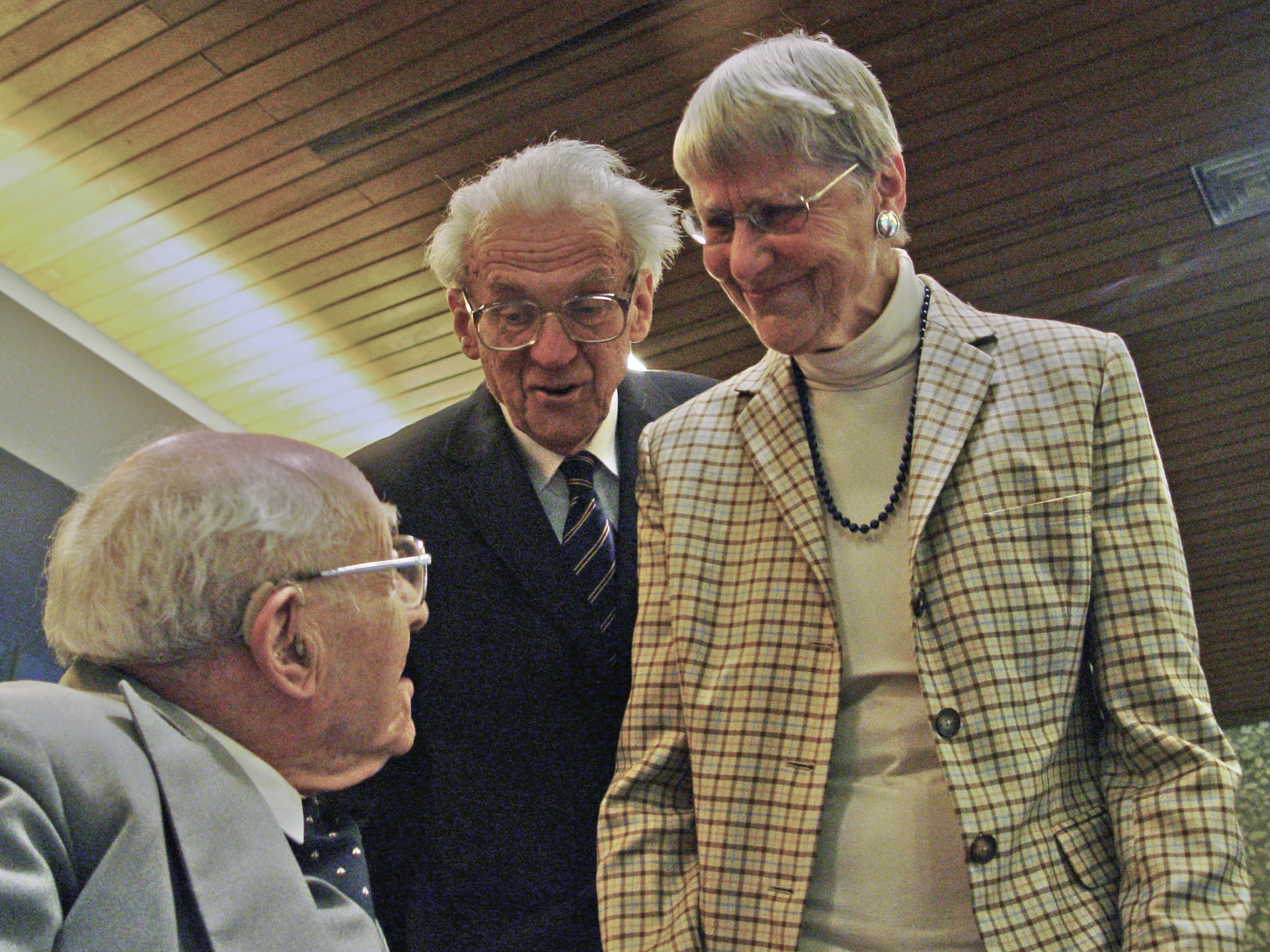
Walter Jens (Mitte) mit Ehefrau Inge und Josef Tal (Juni 2004)

Am 8. Dezember 1944 wurde Jens an der Universität Freiburg bei Karl Büchner mit einer Arbeit über die sophokleische Tragödie „in abgekürztem Verfahren“ promoviert. Das Rigorosum fand in einem Luftschutzkeller statt. Von 1945 bis 1949 arbeitete er als Wissenschaftlicher Assistent in Hamburg und Tübingen. Sein erster literarischer Text Das weiße Taschentuch erschien 1947 unter dem Pseudonym Walter Freiburger. Jens habilitierte sich 1949 im Alter von 26 Jahren mit der nicht gedruckten Schrift Tacitus und die Freiheit an der Eberhard Karls Universität Tübingen. Ab 1950 gehörte er zur „Gruppe 47“; in diesem Jahr gelang ihm der Durchbruch mit dem Roman Nein. Die Welt der Angeklagten. Der Verleger Ernst Rowohlt hatte ihn bereits 1948 dazu engagiert, einen Roman zu schreiben.

„Die Bedingungen waren erfreulich. 300 Reichsmark im Monat, außerdem, das war das Wichtigste, 1000 Blatt holzhaltig-graues Papier. Ich ging an die Arbeit, machte Notizen, skizzierte das Schema der Komposition und schrieb das Buch, im Mai 1949, in ganzen drei Wochen: 16 Seiten pro Nacht, mit Bleistift auf Rowohlts Holzblattpapier; mehr Zeit stand dem Habilitanden Jens nicht zur Verfügung.“

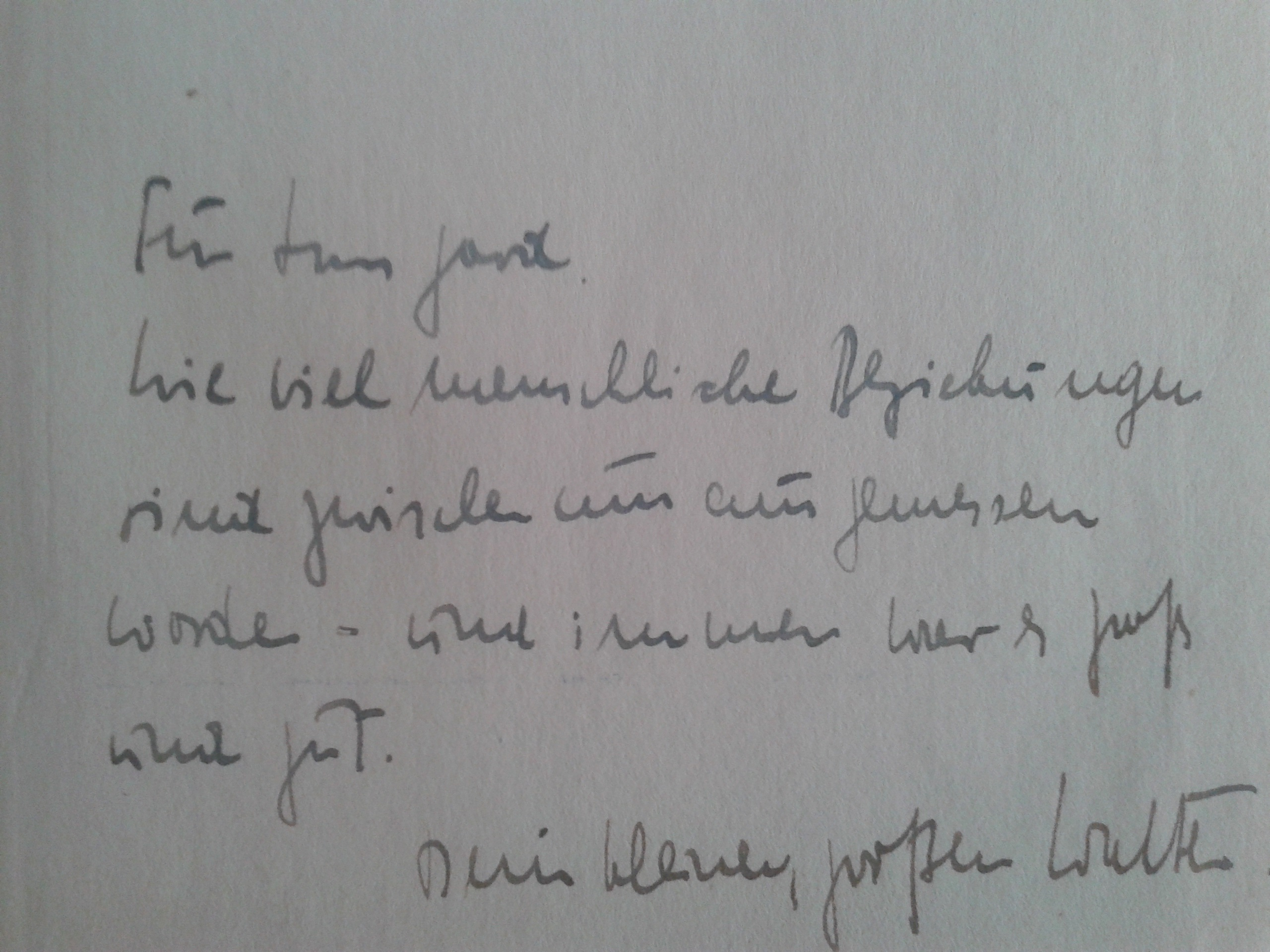
„Dein kleiner, großer Walter.“ Handschriftliche Widmung von Walter Jens, in: Walter Jens: Nein. Die Welt der Angeklagten. Hamburg 1950.

Jens protestierte mit diesem Roman gegen ein utopisches Modell totalitärer Macht. Hauptfigur ist Walter Sturm, ein ehemaliger Dozent und Literat, der das Werk Franz Kafkas mehr als alles andere liebt. Diesem erklärt der oberste Richter und Machthaber des Staates, dass es „auf der ganzen Welt nur Angeklagte und Zeugen und Richter gibt.“ Der Roman entstand unter dem Eindruck des Nationalsozialismus und Stalinismus. Die Kritik zeigte sich begeistert, das Buch wurde in Frankreich von Émile Favre dramatisiert und erhielt in dieser Fassung den Preis der Amis de la liberté. 1951 heirateten Walter Jens und die Literaturwissenschaftlerin Inge Puttfarcken (1927–2021). Das Ehepaar bekam zwei Söhne, den Journalisten Tilman Jens (1954–2020) und den Fernsehredakteur Christoph Jens (* 1965).

### Professor in Tübingen

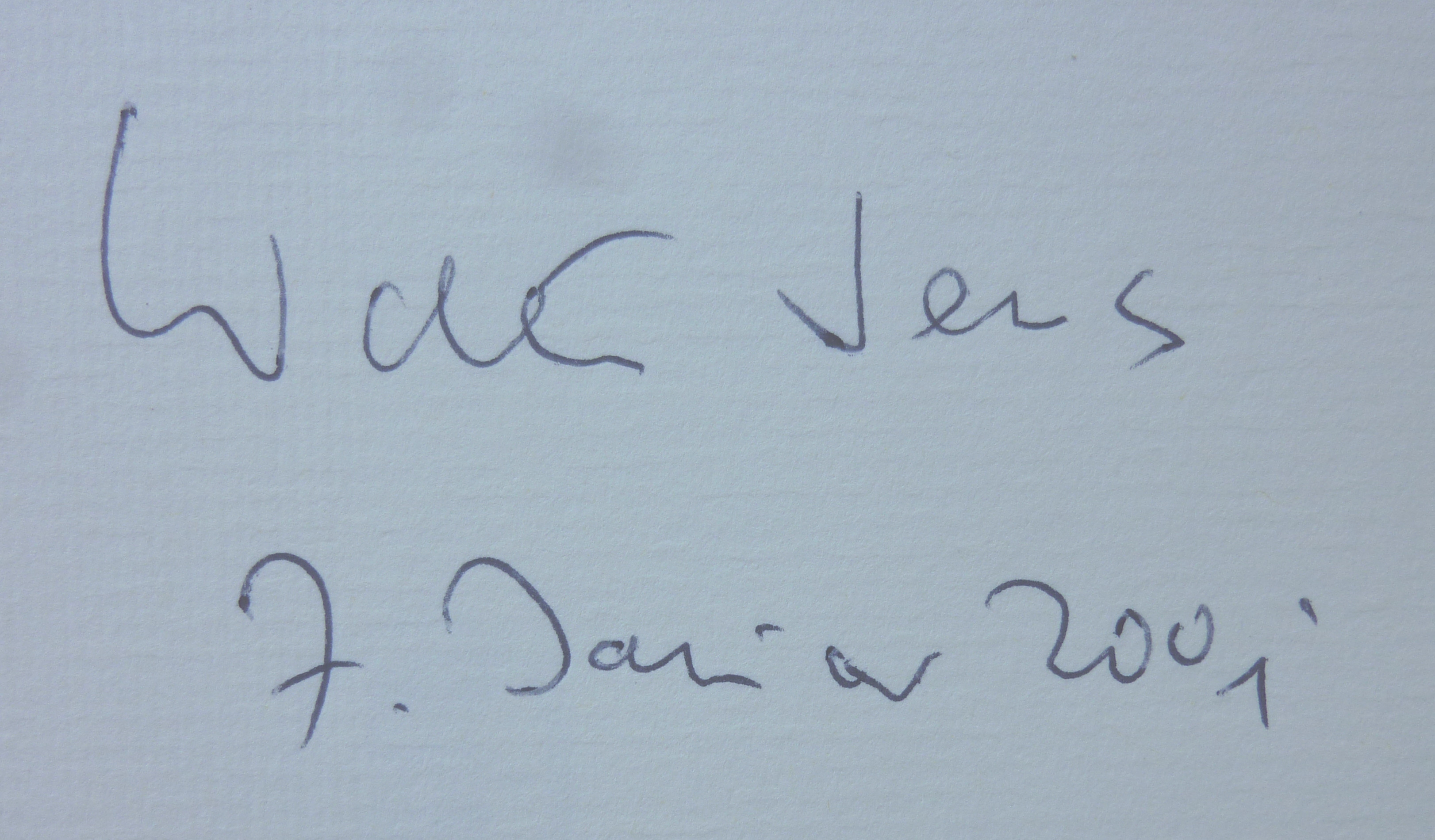
Autogramm von Walter Jens vom 7. Jan. 2001

Als Altphilologe suchte Jens die Bedeutung der antiken Göttermythen und der neutestamentlichen Gottesgeschichte für aktuelle Fragen nach Wahrheit und Frieden durch Übersetzungen griechischer Literatur und der Bibel zu erweisen. 1956 wurde Walter Jens als außerplanmäßiger Professor für Klassische Philologie an die Universität Tübingen berufen. In seiner Erzählung Das Testament des Odysseus (1957) deutete er die antike Gestalt um. Odysseus wird zu einem Antihelden, der seinem Enkel Prasidas einen Lebensbericht überliefert. Er ist nicht der tapfere Abenteurer, sondern ein Pazifist, der das Gemetzel verabscheut und den Trojanischen Krieg mit allen Mitteln verhindern will. Doch er scheitert.

„Es war ein Bild des Schreckens, Prasidas. Die Stadt brannte noch immer. Plündernde Trupps durchkämmten die Häuser – drei Tage lang durften sie tun, was sie wollten; auf der Straße lagen Kinder mit offenem Mund, die Bälle, Klötze und Puppen noch im Arm; aus halb zertrümmerten Häusern drangen die Schreie der Verwundeten […]“

Mit der Rede Plädoyer für das Positive in der modernen Literatur eröffnete Jens 1961 die Frankfurter Buchmesse. 1962 wurde er ordentliches Mitglied der Deutschen Akademie für Sprache und Dichtung. In dem fiktiven Briefwechsel Herr Meister. Dialog über einen Roman untersuchte Jens die Möglichkeit dichterischer Produktion: Die Protagonisten, ein Literaturwissenschaftler und ein Dichter, erörtern ein scheiterndes Romanprojekt. Von 1963 bis 1988 hatte Jens den Lehrstuhl für Allgemeine Rhetorik an der Eberhard Karls Universität Tübingen inne, der eigens für ihn eingerichtet worden war – den ersten dieser Art in Deutschland überhaupt seit 1829. Er war zugleich Direktor des Seminars für Allgemeine Rhetorik. Zu seinen Schülern gehörten Wilfried Barner, Volker Jehle, Karl-Josef Kuschel sowie Gert Ueding, welcher die Nachfolge auf Jens' Lehrstuhl antrat.

### Öffentliches Wirken
Unter dem Pseudonym Momos verfasste Jens von 1963 bis 1985 fast wöchentlich Fernsehkritiken für die Wochenzeitung Die Zeit. Seit 1965 war er Mitglied der Freien Akademie der Künste Hamburg. In der Gruppe 47 avancierte er zum gefürchteten Kritiker bei den Vorlesungen. Martin Walser beschrieb 1966 in seinem Brief an einen ganz jungen Autor satirisch seinen Umgang mit den Texten:

„[…] vor allem aber wird er Dein Vorgelesenes immer wieder in die Luft werfen und wird das Vorgelesene in der Luft verfolgen lassen von einem Geschwader heftig dröhnender Substantive, die im Verbandsflug geschult sind […] Erstaunt also und ergriffen wirst Du zusehen, das weiß ich jetzt schon, wenn er in stürmischer Genauigkeit mit Dir umgeht; an Kinski oder Demosthenes wirst Du denken […]“

1971 wurde Jens in den Gründungssenat der Universität Bremen berufen. Er verstand sich als „Literat und Protestant“. Präsident des P.E.N.-Zentrums der Bundesrepublik Deutschland war er von 1976 bis 1982 und nochmals nach dem Tod Martin Gregor-Dellins von 1988 bis 1989. Von 1989 bis 1997 war er Präsident der Akademie der Künste zu Berlin; ihm gelang die problematische Vereinigung mit der Ostakademie. Danach war er deren Ehrenpräsident. Von 1990 bis 1995 war er außerdem Vorsitzender der Martin-Niemöller-Stiftung.

### Christ und Pazifist
In seinem letzten Roman Der Fall Judas behandelte Jens 1975 einen fiktiven Seligsprechungsprozess für Judas Ischariot in der Form einer forensischen Fallstudie: „Ohne Judas kein Kreuz, ohne das Kreuz keine Erfüllung des Heilsplans. Keine Kirche ohne diesen Mann; keine Überlieferung ohne den Überlieferer.“ Er übersetzte Teile des Neuen Testaments: die vier Evangelien, den Brief des Paulus an die Römer und die Offenbarung des Johannes. Mit Hans Küng verband ihn eine langjährige Freundschaft, ebenso mit Ralph Giordano, den er bereits aus seiner Schulzeit in Hamburg kannte, sowie – mit Unterbrechungen – mit Marcel Reich-Ranicki. Jens war Mitglied der evangelischen Kirche.
Er engagierte sich ab Anfang der 1980er Jahre im Widerstand der Friedensbewegung gegen den NATO-Doppelbeschluss und die Stationierung von Pershing-Raketen. Mit Heinrich Böll und anderen bekannten Schriftstellern sowie Theologen beteiligte er sich Anfang September 1983 an der „Prominentenblockade“ vor dem Pershing-Depot in Mutlangen. Während des Zweiten Golfkrieges versteckten seine Frau und er desertierte US-Soldaten in ihrem Haus. Jens war Mitglied im Beirat der Humanistischen Union. Zwischen Januar 1989 und April 2011 war er Mitherausgeber der Monatszeitschrift Blätter für deutsche und internationale Politik.

### Umstrittene NSDAP-Mitgliedschaft
2003 sorgte die Angabe im Germanistenlexikon, Jens sei Mitglied der NSDAP gewesen, für einen Skandal. Denn zunächst bestritt Jens öffentlich die Mitgliedschaft. Der Spiegel berichtete am 6. Dezember 2003 von der Existenz zweier Mitgliedskarten aus der NSDAP-Kartei mit seinem Namen. Daraufhin sagte Jens in einem Interview mit der Süddeutschen Zeitung „mit großer Gewissheit“, er sei nicht Mitglied der NSDAP gewesen, und er könne sich nicht erinnern, je einen Mitgliedsantrag gestellt zu haben. Es könne allenfalls sein, dass er unwissentlich die Unwahrheit gesagt habe. In einem Gespräch mit seinem Sohn Tilman für das ZDF-Kulturmagazin aspekte am 12. Dezember 2003 räumte Jens eigene Fehler in seinem Verhältnis zum Nationalsozialismus ein. Mit Bezug auf eine Rede über „entartete Literatur“, die er als 19-jähriges Mitglied des NS-Studentenbundes 1942 in Hamburg gehalten hatte, bedauerte er, dass er nach dem Krieg die eigenen „Irrtümer nicht entschiedener, differenzierter und nachdrücklicher betont“ habe.

### Krankheit und Tod

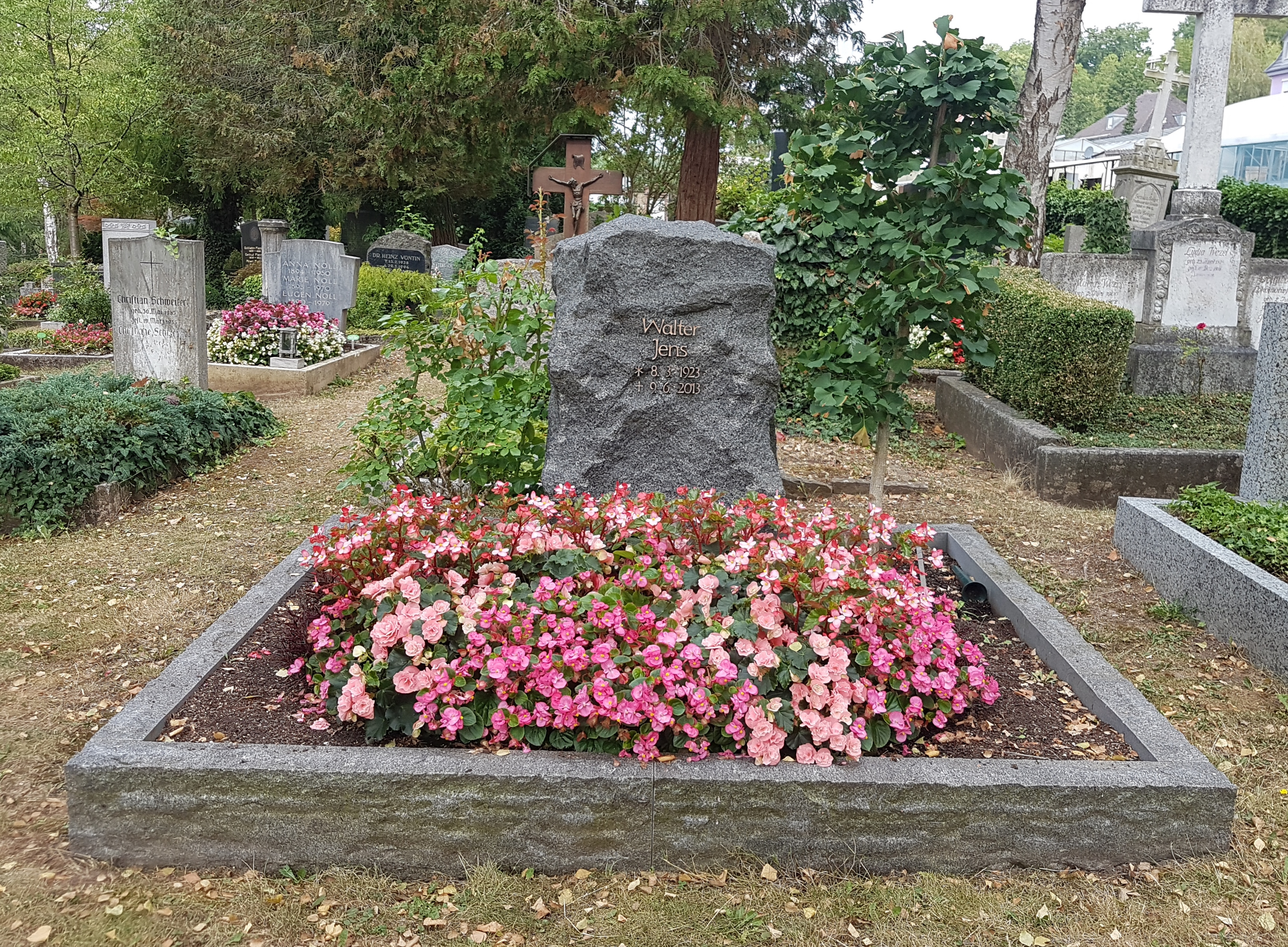
Grab von Walter Jens auf dem Stadtfriedhof Tübingen

In den 1980er Jahren litt Jens an einer Depression. Er wurde von Hans Heimann behandelt, dem Ordinarius für Psychiatrie in Tübingen. 15 Jahre später bekannte sich Jens in der ARD-Talkshow Boulevard Bio am 15. Mai 2001 öffentlich zu der Erkrankung. Gemeinsam mit seiner Frau Inge gab er am 3. August 2001 der Fachzeitschrift Psychotherapie im Dialog ein Interview dazu.
2004 wurde Jens’ Demenz-Erkrankung manifest. Sein Sohn Tilman machte die Erkrankung im Feuilleton der FAZ publik und löste damit eine Debatte in deutschsprachigen Medien aus. In der Folge veröffentlichte Tilman Jens zum Thema die Bücher Demenz: Abschied von meinem Vater und Vatermord: Wider einen Generalverdacht. Auch Jens’ Ehefrau Inge veröffentlichte die Erfahrungen mit ihrem demenzkranken Mann. Walter Jens starb 90-jährig am 9. Juni 2013 in Tübingen.
Jens wurde auf dem Stadtfriedhof Tübingen (Grab-Nr. O VIII 11/12) in einem Ehrengrab bestattet. Fast daneben befindet sich das Grab von Hans Küng, der jahrzehntelang in Nachbarschaft zur Familie Jens wohnte.
Am 3. Dezember 2022 wurde am Landestheater Tübingen Vom Wert des Leberkäsweckles – Eine Erkundung zu Demenz und Gesellschaft von Jörn Klare zur Uraufführung gebracht, die sich mit Jens’ Leben und seiner Demenzerkrankung beschäftigt.

„Wäre es denn wirklich ein Gewinn …, ein Gewinn für den Menschen, wenn er unsterblich wäre, statt – wie bald! – zu vergehen und plötzlich dahinzumüssen? Wäre es ein Gewinn für ihn: nicht in der Zeit zu sein, sondern unvergänglich wie – vielleicht – ein Stein oder ein ferner Stern? Liegt nicht gerade in der Vergänglichkeit, und vor allem, im Wissen darum, seine ihn auszeichnende unvergleichliche Kraft?“

## Mitgliedschaften (wissenschaftliche/literarische Vereinigungen)
- Von 1961 bis 1993 Mitglied der Akademie der Künste, Berlin (West), Sektion Literatur.
- Von 1986 bis 1990 Korrespondierendes Mitglied der Akademie der Künste, Berlin (Ost), Sektion Literatur und Sprachpflege.
- Von 1990 bis 1993 Ordentliches Mitglied der Akademie der Künste, Berlin (Ost), Sektion Literatur und Sprachpflege.
- Ab 1993 Mitglied der Akademie der Künste, Berlin, Sektion Literatur.
- Mitglied des PEN-Zentrums Deutschland, bei dem er Ehrenpräsident war.
- Mitglied der Deutschen Akademie für Sprache und Dichtung, Darmstadt, der Freien Akademie der Künste, Hamburg, und der Deutschen Akademie der Darstellenden Künste, Frankfurt am Main.

## Auszeichnungen
- 1951: Preis der Amis de la Liberté
- 1959: Deutscher Jugendliteraturpreis für Ilias und Odyssee
- 1968: Lessing-Preis der Freien und Hansestadt Hamburg
- 1981: Heinrich-Heine-Preis der Stadt Düsseldorf
- 1982: Ehrenpräsident des PEN-Zentrums Deutschland
- 1983: Ehrenzeichen für Verdienste um die Republik Österreich
- 1984: Besondere Ehrung beim Adolf-Grimme-Preis
- 1984: Medaille für Kunst und Wissenschaft der Freien und Hansestadt Hamburg
- 1988: Alternativer Büchnerpreis; Theodor-Heuss-Preis zusammen mit Inge Jens
- 1989: Hermann-Sinsheimer-Preis
- 1990: Österreichischer Staatspreis für Kulturpublizistik
- 1992: Österreichisches Ehrenzeichen für Wissenschaft und Kunst
- 1992: Stiftungsgastdozentur Poetik der Goethe-Universität Frankfurt am Main
- 1997: Bruno Snell-Plakette für beispielhaftes Wirken in Wissenschaft und Gesellschaft der Universität Hamburg
- 1997: Ehrenpräsident der Akademie der Künste, Berlin
- 1998: Ernst-Reuter-Plakette
- 2002: Predigtpreis des Verlags für die Deutsche Wirtschaft
- 2003: Großes Bundesverdienstkreuz mit Stern
- 2003: Corine zusammen mit seiner Ehefrau Inge Jens
- Ehrendoktorwürden der Universität Stockholm (1969), der Friedrich-Schiller-Universität Jena und der Universität Hamburg.

## Werke

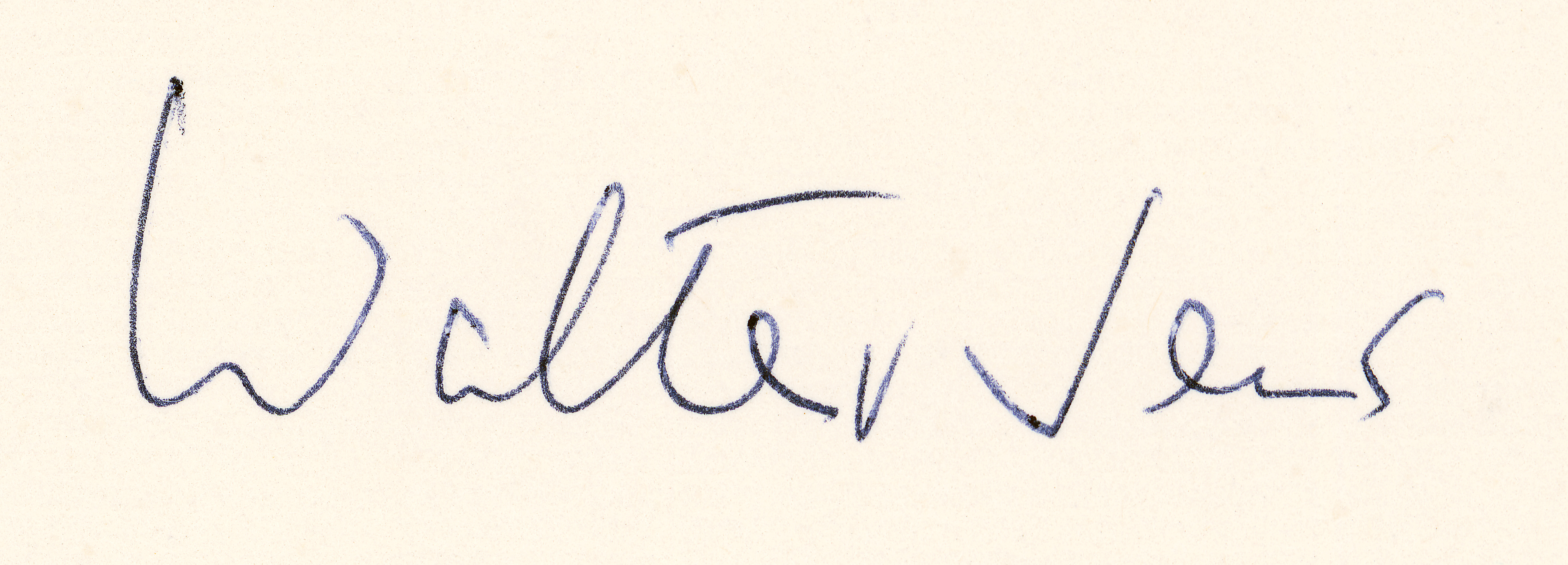
Signatur von Walter Jens

### Belletristik
- Das weiße Taschentuch (Illustration: Karl Staudinger). Hansischer Gildenverlag, Hamburg 1947, DNB 452195780 (als Walter Freiburger; neueste Ausgabe von Faber & Faber, Berlin/Leipzig 1994, ISBN 3-928660-19-5).
- Nein. Die Welt der Angeklagten. Roman. Rowohlt, Hamburg/Stuttgart/Baden-Baden 1950, DNB 452195721 (neueste Ausgabe von Kranichsteiner Literatur, Darmstadt 1993, ISBN 3-929265-02-8).
- Der Blinde. Erzählung. Rowohlt, Hamburg 1951, DNB 452195519 (neueste Ausgabe von Piper, München/Zürich 1976, ISBN 3-492-02191-3).
- Vergessene Gesichter. Roman. Rowohlt, Hamburg 1952, DNB 452195551 (neueste Ausgabe von Droemer Knaur, München 1985, ISBN 3-426-01255-3).
- Der Mann, der nicht alt werden wollte. Roman. Rowohlt, Hamburg 1955, DNB 452195683 (neueste Ausgabe von Droemer Knaur, München 1987, ISBN 3-426-01484-X).
- Das Testament des Odysseus. Neske, Pfullingen 1957, DNB 452195799 (neueste Ausgabe von Volk & Welt, Ost-Berlin 1984, DNB 840736231).
- Ilias und Odyssee. Nacherzählt. O. Maier, Ravensburg 1958, DNB 452195616 (neueste, 16. Auflage 1996, ISBN 3-473-35503-8).
- Herr Meister. Dialog über einen Roman. Piper, München 1963, DNB 452195705 (neueste Ausgabe von Droemer Knaur, München 1987, ISBN 3-426-01484-X).
- Die Verschwörung. Norstar, Grünwald 1969, DNB 457097000.
- Der tödliche Schlag. Piper, München 1974, ISBN 3-492-00411-3.
- Der Fall Judas. Verlag Kreuz, Stuttgart 1975, ISBN 3-7831-0453-X (neueste Ausgabe vom Ludwigsfelder Verlag 2006, ISBN 978-3-933022-39-4).
- Der Ausbruch. Libretto. Rotsch, Tübingen 1975, ISBN 3-87674-021-5.
- Der Untergang. Nach den Troerinnen des Euripides. Kindler, München 1982, ISBN 3-463-00845-9.
- Die Friedensfrau. Nach der Lysistrate des Aristophanes. Kindler, München 1986, ISBN 3-463-40044-8.
- Der Teufel lebt nicht mehr, mein Herr! Erdachte Monologe, imaginäre Gespräche. Radius-Verlag, Stuttgart 2001, ISBN 3-87173-216-8.

### Sachliteratur
- Hofmannsthal und die Griechen. Max Niemeyer, Tübingen 1955, DNB 452195608.
- Statt einer Literaturgeschichte. Dichtung im zwanzigsten Jahrhundert. Neske, Pfullingen 1957, DNB 452195756 (neueste Ausgabe von Artemis & Winkler, Düsseldorf/Zürich 2004, ISBN 3-491-69121-4).
- Die Götter sind sterblich. Neske, Pfullingen 1959, DNB 452195586 (neueste Ausgabe von dtv, München 1983, ISBN 3-423-10076-1).
- Deutsche Literatur der Gegenwart. Themen, Stile, Tendenzen. Piper, München 1961, DNB 452195632. – Weitere Auflage: dtv, München 1964. Digitalisat
- Zueignungen. 11 literarische Porträts. Piper, München 1962, DNB 452195810.
- Walter Jens (Hrsg.): Der barmherzige Samariter. Kreuz, Stuttgart 1973, ISBN 3-7831-0413-0.
- Fernsehen, Themen und Tabus. Momos 1963–1973. Piper, München 1973, ISBN 3-492-00351-6.
- Republikanische Reden. Kindler, München 1976, ISBN 3-463-00677-4.
- Eine deutsche Universität. 500 Jahre Tübinger Gelehrtenrepublik. Mit Inge Jens. Kindler, München 1977, ISBN 3-463-00709-6 (neueste Ausgabe von Rowohlt, Reinbek 2004, ISBN 3-499-61690-4).
- Walter Jens (Hrsg.): Ort der Handlung ist Deutschland. Reden in erinnerungsfeindlicher Zeit. Kindler, München 1981, ISBN 3-463-00813-0.
- Walter Jens (Hrsg.): Frieden – Die Weihnachtsgeschichte in unserer Zeit. Kreuz, Stuttgart 1981, ISBN 3-7831-0644-3.
- Momos am Bildschirm. 1973–1983. Piper, München/Zürich 1984, ISBN 3-492-00604-3.
- Kanzel und Katheder. Reden. Kindler, München 1984, ISBN 3-463-00886-6.
- Dichtung und Religion. Pascal, Gryphius, Lessing, Hölderlin, Novalis, Kierkegaard, Dostojewski, Kafka. Mit Hans Küng. Kindler, München 1985, ISBN 3-463-40028-6.
- Deutsche Lebensläufe in Autobiographien und Briefen. Mit Hans Thiersch. Juventa-Verlag, Weinheim/München 1987, ISBN 3-7799-0803-4.
- Nationalliteratur und Weltliteratur, von Goethe aus gesehen. Essay. Kindler, München 1988, ISBN 3-463-40117-7.
- Feldzüge eines Republikaners. Ein Lesebuch. Deutscher Taschenbuch-Verlag, München 1988, ISBN 3-423-10847-9.
- Reden. Kiepenheuer, Leipzig/Weimar 1989, ISBN 3-378-00318-9.
- Juden und Christen in Deutschland. 3 Reden. Radius-Verlag, Stuttgart 1989, ISBN 3-87173-784-4.
- Dichter und Staat. Über Geist und Macht in Deutschland; eine Disputation zwischen Walter Jens und Wolfgang Graf Vitzthum. Verlag Walter de Gruyter, Berlin/New York City 1991, ISBN 3-11-013207-9.
- Einspruch. Reden gegen Vorurteile. Kindler, München 1992, ISBN 3-463-40200-9.
- Mythen und Dichter. Modelle und Variationen; vier Diskurse. Kindler, München 1993, ISBN 3-463-40215-7.
- Anwälte der Humanität. Thomas Mann, Hermann Hesse, Heinrich Böll. Mit Hans Küng. Piper, München/Zürich 1993, ISBN 3-492-11267-6.
- Vergangenheit – gegenwärtig. Biographische Skizzen. Mit Inge Jens. Radius-Verlag, Stuttgart 1994, ISBN 3-87173-011-4.
- Walter Jens, Hans Küng: Menschenwürdig sterben. Ein Plädoyer für Selbstverantwortung. Mit Hans Küng. Piper, München/Zürich 1995, ISBN 3-492-03791-7., als Plädoyer für aktive Sterbehilfe verfasst, in der Neuausgabe von 2009 mit einem „Nachwort in eigener Sache“ versehen, in dem Inge Jens ihre Erfahrungen mit der Demenz ihres Mannes beschreibt; diese erweiterte und aktualisierte Neuausgabe ist 2010 als Taschenbuch erschienen (ISBN 978-3-492-25852-4)
- Dialog mit Hans Küng. Mit Hans Küngs Abschiedsvorlesung. Piper, München/Zürich 1996, ISBN 3-492-03898-0.
- Macht der Erinnerung. Betrachtungen eines deutschen Europäers. Artemis und Winkler, Düsseldorf/Zürich 1997, ISBN 3-538-07054-7.
- Aus gegebenem Anlass: Texte einer Dienstzeit. Parthas, Berlin 1998, ISBN 3-932529-19-7.
- Rudolf Radler (Redaktion): Kindlers Neues Literatur-Lexikon. Hrsg.: Walter Jens. Komet, Frechen 2001, ISBN 3-89836-214-0 (Lizenzausgabe des Kindler-Verlags, München).
- Pathos und Präzision. Acht Texte zur Theologie. Radius-Verlag, Stuttgart 2002, ISBN 3-87173-248-6.
- Frau Thomas Mann. Das Leben der Katharina Pringsheim. Mit Inge Jens. Rowohlt, Reinbek 2003, ISBN 3-498-03338-7.
- Katias Mutter. Das außerordentliche Leben der Hedwig Pringsheim. Mit Inge Jens. Rowohlt, Reinbek 2005, ISBN 3-498-03337-9.
- Auf der Suche nach dem verlorenen Sohn. Die Südamerika-Reise der Hedwig Pringsheim 1907/08. Mit Inge Jens. Rowohlt, Reinbek 2006, ISBN 3-498-03337-9.
- Unser Uhland. Tübinger Reden. Mit Hermann Bausinger. Klöpfer & Meyer, Tübingen 2013, ISBN 978-3-86351-062-6.

### Übersetzungen
- Am Anfang der Stall, am Ende der Galgen: Jesus von Nazareth. Seine Geschichte nach Matthäus. Verlag Kreuz, Stuttgart 1972, ISBN 3-423-02086-5 (Originaltitel: εὐαγγέλιον κατὰ Ματθαῖον, Euangelion kata Mathaion. Übersetzt von Walter Jens).
- Aischylos: Die Orestie. Eine freie Übertragung. Deutscher Taschenbuch-Verlag, München 1981, ISBN 3-423-02086-5 (Originaltitel: Ορέστεια, Oresteia. Übersetzt von Walter Jens).
- Das A und das O. Offenbarung des Johannes. Radius-Verlag, Stuttgart 1987, ISBN 3-87173-732-1 (Originaltitel: αποκάλυψις, Apokalypsis. Übersetzt von Walter Jens).
- Die Zeit ist erfüllt. Die Stunde ist da. Das Markus-Evangelium. Radius-Verlag, Stuttgart 1990, ISBN 3-87173-807-7 (Originaltitel: εὐαγγέλιον κατὰ Μᾶρκον, Euangelion kata Markon. Übersetzt von Walter Jens).
- Und ein Gebot ging aus. Das Lukas-Evangelium. Radius-Verlag, Stuttgart 1991, ISBN 3-87173-826-3 (Originaltitel: εὐαγγέλιον κατὰ Λουκᾶν, Euangelion kata Loukan. Übersetzt von Walter Jens).
- Am Anfang das Wort. Das Johannes-Evangelium. Radius-Verlag, Stuttgart 1993, ISBN 3-87173-872-7 (Originaltitel: εὐαγγέλιον κατὰ Ἰωάννην, Euangelion kata Ioannen. Übersetzt von Walter Jens).
- Paulus von Tarsus: Der Römerbrief. Radius-Verlag, Stuttgart 2000, ISBN 3-87173-205-2.

### Vorträge
Walter Jens: Die alten Zeiten niemals zu verwinden. Rede aus Anlass des 50. Jahrestages der Bücherverbrennung am 10. Mai 1933, gehalten am 8. Mai 1983 im Studio der Akademie der Künste Berlin zur Eröffnung des Ausstellungen „Das war ein Vorspiel nur …“ (= Akademie der Künste Berlin [Hrsg.]: Anmerkungen zur Zeit. Band 20). Akademie der Künste Berlin, Berlin 1983, ISBN 3-88331-927-9.

## Film
- Die Unbezähmbare Leni Peickert, Spielfilm, BR Deutschland 1970, Regie: Alexander Kluge, mit Walter Jens, Heinrich Böll, Martin Walser, Hans Magnus Enzensberger, Alexander Mitscherlich und Theodor W. Adorno als Diskutierende[45]
- Das Doppelgesicht des Intellektuellen, Gespräch mit Thomas Grimm. Zeitzeugen-TV, 60 min, 1993.
- Kunst und Zivilcourage, Dokumentarfilm, D 1997, Regie: Thomas Grimm, Zeitzeugen-TV, 45 min.
- Frau Walter Jens, Dokumentarfilm, D 2006, Regie: Thomas Grimm, mit Inge und Walter Jens[46]

### Fernsehen
- Walter Jens im Gespräch mit Beate Pinkerneil. In der ZDF-Reihe Zeugen des Jahrhunderts, Erstausstrahlung am 7. Oktober 1991. Online auf Youtube

## Hörspiele
- 1953: Alte Frau im Grand Hotel. Hörspiel mit Else Brückner, Lina Carstens, Karl Steuer, Frank Scharf, Rainer Wetz, Annemarie Jung und vielen anderen. Länge 78:29. Regie: Friedrich-Carl Kobbe, Produktion: Südwestfunk, Bayerischer Rundfunk, Radio Bremen 1953.
- 1956: Ahasver, Inszenierungen: Hessischer Rundfunk, Regie: Theodor Steiner, Erstsendung: 5. März 1956; Norddeutscher Rundfunk, Regie: Fritz Schröder-Jahn, Erstsendung am 24. November 1956
- 1986: nach Euripides: Der Untergang – Regie: Barbara Plensat (Hörspiel nach der Tragödie: Die Troerinnen – Rundfunk der DDR)